# Арена Гливиці
50°17′09″ пн. ш. 18°41′10″ сх. д. / 50.2857° пн. ш. 18.686° сх. д.
Арена Гливиці (пол. Arena Gliwice) — багатофункціональний спортивний комплекс у місті Гливицях (Сілезьке воєводство, Польща). Розташований за адресою вул. Академічна, 50 (Akademicka 50), відкритий у травні 2018 року.

## Історія

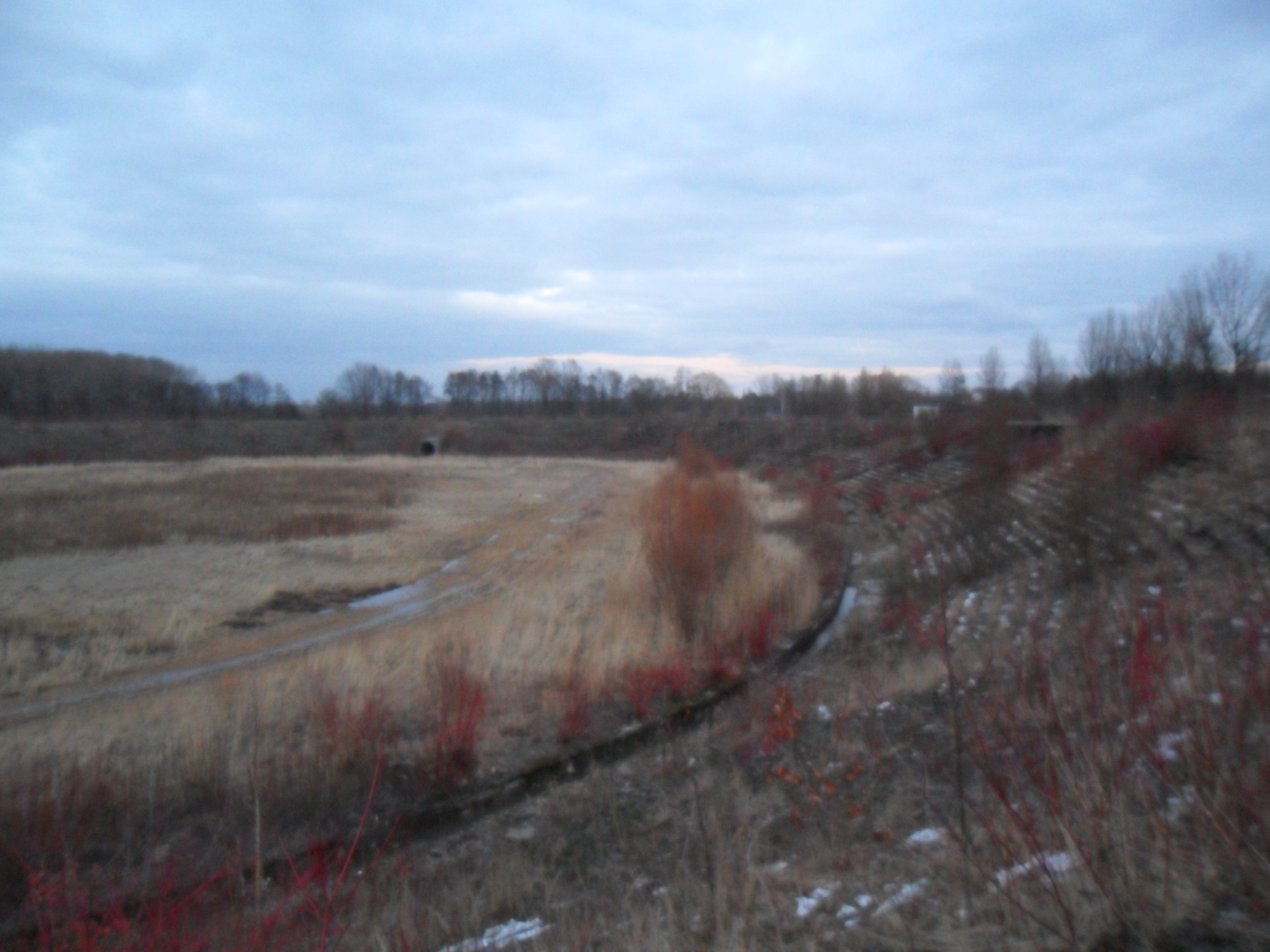
Стадіон 20-річчя ПНР, лютий 2012

Комплекс збудовано на місці, де в 1965—2013 роках існував Стадіон 20-річчя ПНР, який своєю чергою був перебудовою стадіону спортивного клубу «Форверт» (Vorwärt), відкритого в 1936 році. Розташований за адресою вул. Академічна, 50 (Akademicka 50), між вулицями Академічною та Куявською.
Проєкт споруди розробили працівники «Perbo Group». Будівництво почали у 2013 році, завершили у 2018. Перша назва — «Галя Подіум» (Hala Podium). Наприкінці жовтня 2017 року польські ЗМІ повідомили, що «Галя Гливиці» (Hala Gliwice) невдовзі змінить назву на «Арена Гливиці». 12 і 13 травня 2018 року відбулися відкриті дні, коли комплекс власне й почав діяти.
У серпні—вересні 2022 року тут відбувалися матчі першости світу з волейболу серед чоловіків, однією з учасниць якої була збірна України.